# Жизнь (роман)
«Жизнь» (фр. Une vie) — первый роман французского писателя Ги де Мопассана, написанный в 1883 году. Произведение, над которым автор работал в течение шести лет, публиковалось отрывками в издании «Жиль Блас» с февраля по апрель 1883 года; позже роман вышел отдельной книгой.

## История создания
К работе над романом Мопассан приступил в 1877 году. В начале следующего года, написав не менее семи первых глав, автор рассказал о новом произведении Флоберу, которого считал своим литературным учителем; тот отнёсся к замыслу с энтузиазмом. Однако затем работа застопорилась, и Флобер, торопивший автора вопросом «А как роман, от плана которого я пришёл в восторг?», так его и не дождался: он скончался весной 1880 года. О том, насколько тщательно Мопассан трудился над каждым эпизодом, свидетельствует его пояснение критику Полю Бурже; так, прежде чем включить в «Жизнь» ту или иную сцену, автор после нескольких переделок публиковал её в газете в виде небольшой новеллы, после чего ждал откликов читателей.
По словам литературоведа Юрия Данилина, медлительность работы была связана не только с «желанием Мопассана следовать композиционным приёмам Флобера», но и со стремлением обрести новую — безоценочную — манеру письма. В иные моменты, как отмечал один из друзей Мопассана, писатель, недовольный собой и героями «Жизни», доходил до отчаяния: «Зайдя однажды к нему, я застал его в полном унынии: он готов был уничтожить рукопись». Это подтверждал и автор книги «Мопассан» Арман Лану, рассказывавший, что периоды горячего рвения сменялись у писателя утратой интереса к роману:

В 1879 году он почти потерял веру в себя… Но, листая черновики, писатель вновь чувствует себя увлечённым своим произведением. Наброски обладают притягательной силой. Трудно себе представить, что столь цельное произведение рождалось с такими муками.

## Сюжет
Семнадцатилетняя Жанна, дочь барона Ле Пертюи де Во, покидает монастырь, в котором прошли её отроческие годы, и возвращается вместе с родителями в имение Тополя, расположенное в Нормандии. Здесь происходит её знакомство с сыном разорившегося дворянина Жюльеном де Ламаром. Молодой человек щегольской наружности производит приятное впечатление не только на Жанну, но и на служанку Розали, которая не может скрыть смятения при виде де Ламара.
Вскоре барон сообщает дочери, что Жюльен просит её руки; девушка отвечает согласием. После свадьбы молодая семья отправляется в путешествие на Корсику. Во время странствий Жанна привыкает к мужу, её женское естество пробуждается, и она чувствует себя счастливой. Единственное, что несколько омрачает дорожные впечатления, — это склонность Жюльена к экономии, граничащая со скаредностью.
Однако семейная безмятежность длится недолго: по возвращении в Тополя между супругами назревает отчуждение. Жюльен, занятый хозяйственными делами, перестаёт обращать внимание на молодую жену. Настоящим потрясением для Жанны становится известие о том, что с первого дня пребывания в поместье де Ламар изменял ей с Розали и был отцом её ребёнка. Узнавшая об адюльтере Жанна долго пребывает в горячке. Придя в себя, она пытается покинуть Тополя, уехать от мужа в Руан, однако родители убеждают её не торопиться. Свою лепту в сохранение семьи вносит и доктор, объявляющий о том, что Жанна скоро станет матерью.
Рождение сына Поля становится для Жанны столь важным событием, что дела и заботы мужа перестают её интересовать. Оказавшись однажды невольным свидетелем любовной связи Жюльена и графини Жильберты де Фурвиль, она не испытывает ничего, кроме лёгкого презрения. Зато граф де Фурвиль, застав жену с Жюльеном в небольшом фургоне на колёсах, устраивает неверным супругам страшную смерть — сталкивает фургон с обрыва. Когда тело погибшего Жюльена доставляют в Тополя, у Жанны, ожидавшей второго ребёнка, рождается мёртвый младенец.
Дальнейшая жизнь Жанны связана только с сыном. Поль доставляет родным много хлопот: отправленный в Гаврский коллеж, он с трудом осваивает науки; затем начинает отправлять матери письма с просьбой прислать денег на погашение многочисленных долгов; позже, связавшись с женщиной лёгкого поведения, переезжает в Лондон и втягивается в сомнительные сделки. Переживания за внука доводят барона до апоплексического удара; следом за ним уходит из жизни тётя Лизон. В тот момент, когда Жанна остаётся совершенно одна, к ней возвращается Розали, берущая на себя все заботы о своей прежней хозяйке.
В финале романа к Жанне, вынужденной продать Тополя и перебраться в селение Батвиль, приходит письмо от Поля. Сын сообщает, что его жена родила девочку и сейчас находится при смерти. На просьбу забрать ребёнка Жанна откликается с готовностью. Наблюдая за её радостным волнением, Розали замечает, что жизнь «не так хороша, да и не так уж плоха, как думается».

## Реакция читателей. Отзывы
Выход романа сначала на страницах издания «Жиль Блас», а затем и отдельной книгой вызвал невиданный ажиотаж среди читателей. По утверждению Армана Лану, «целомудренные привокзальные киоскёры, подчинявшиеся законам морали, <…> отказались продавать книгу», однако в борьбе за успех победила «Жизнь»: в течение восьми месяцев книжный склад поставил в привокзальные киоски 25 000 экземпляров романа. Журнал «La Jeune France» (1 мая 1883) откликнулся на скандал, связанный с новым произведением Мопассана, саркастическими строчками:

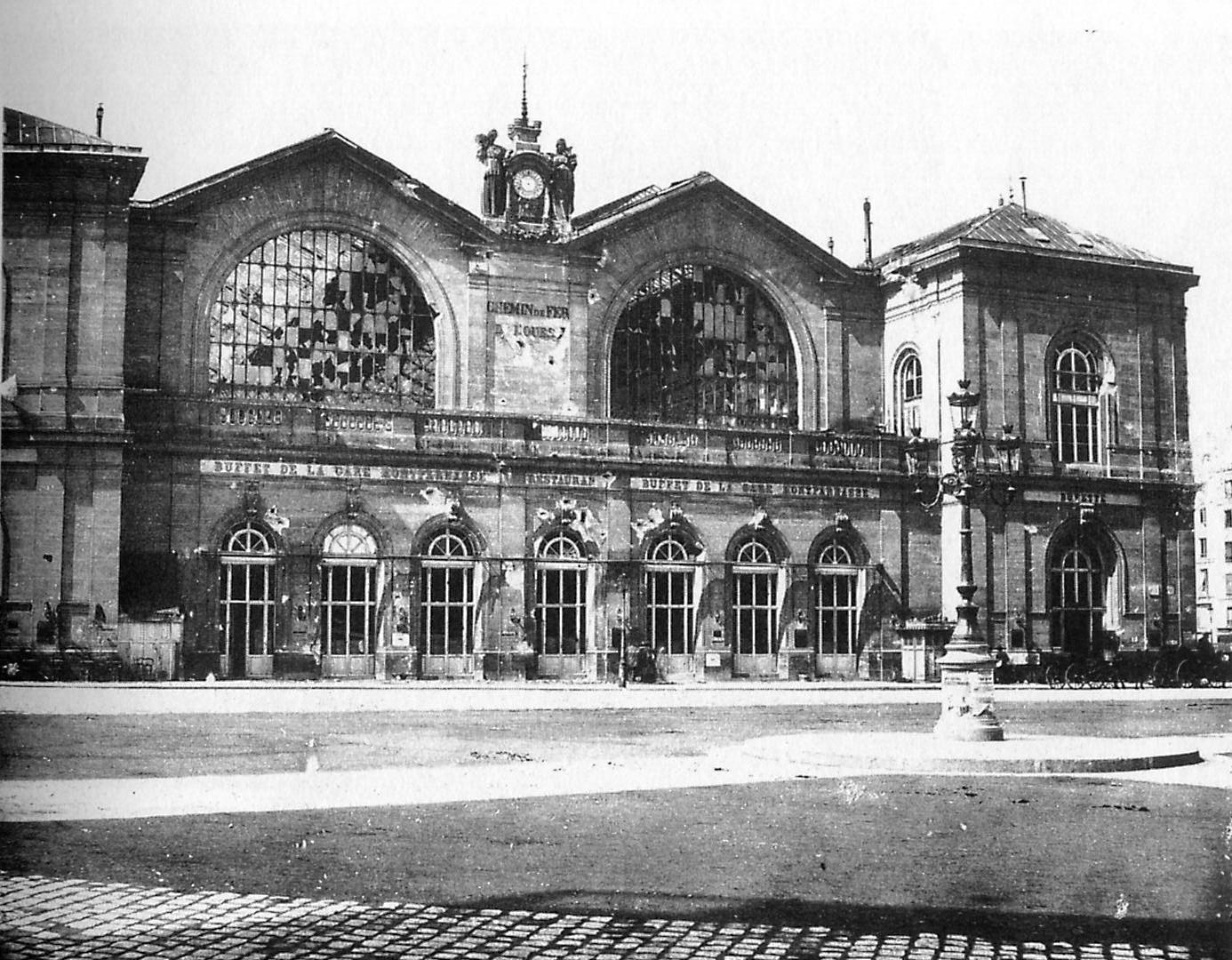
Вокзал Монпарнас

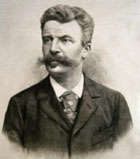
Ги де Мопассан

                        Никогда ещё такого не бывало:

                        Под угрозой целомудренность вокзалов!

                        Но не в том опасность гибельная скрыта,

                        Что разбиты рельсы или насыпь срыта.

                        Опасайся «Жизни» — нового романа

                        Дерзкого писателя Ги де Мопассана.

                                                             Перевод Д. Маркиша 

«Жизнь» изменила отношение к Мопассану со стороны французских критиков, увидевших в первом романе писателя желание оставить в прошлом раздражавшую их работу в рамках натурализма. Тем не менее критические отзывы в прессе были не редкостью. Обозреватель газеты «Тан» поставил в упрёк автору избыток «чёрных тонов». Журналист газеты «Фигаро», заметив, что писатель сделал шаг вперёд в своём творческом развитии, сдержанно признал, что «мосье Ги де Мопассан, начинавший как ученик Золя, окончил школу».
Иной оказалась реакция русских литераторов. Тургенев, стараниями которого Мопассан был представлен читающей России, охарактеризовал Мопассана как «бесспорно самого талантливого из всех современных французских писателей» и попросил редактора «Вестника Европы» Михаила Стасюлевича не затягивать с переводом романа. Тургеневу хотелось, чтобы французская публикация в «Жиль Блас» и русская — в петербургском литературно-политическом ежемесячнике шли синхронно, однако из-за проблем с переводом эта идея не осуществилась. Восторг Ивана Сергеевича перед «Жизнью» был столь велик, что русский писатель лично выдал Мопассану часть гонорара от имени «Вестника Европы»; это было актуально, потому что автор нашумевшего романа в тот период находился в сложной финансовой ситуации.
Лев Толстой, прочитав «Жизнь», назвал это произведение «не только несравненно лучшим романом Мопассана, но едва ли не лучшим французским романом после „Misérables“» Гюго. Особенно тронул Толстого образ Жанны; размышляя над судьбой главной героини, Лев Николаевич писал:

…Вопросы: зачем, за что погублено это прекрасное существо? Неужели так и должно быть? сами собой возникают в душе читателя и заставляют вдуматься в значение и смысл человеческой жизни.

## Автобиографические мотивы
Некоторые французские исследовали считают, что сюжетная канва романа подсказана Мопассану наблюдением за теми отношениями, что сложились между его родителями: их брак сложно было назвать счастливым. Однако Арман Лану утверждал, что часть эпизодов «Жизни» — это прямой отклик на те или иные события в биографии самого писателя. Так, в романе не только чувствуется привязанность Мопассана к Нормандии, но и присутствуют явные воспоминания о детских годах, проведённых в за́мке Миромениль; свидетельством тому — подробное описание местности, побережья «от Дьепа до Гавра», долин и морских ветров.
Первый роман Мопассана включает в себя почти все темы, которые дотоле занимали писателя. Презрение к отцу, отвращение к материнству, глубокий пессимизм, любовь к родному краю — с годами всё это будет лишь усиливаться в его творчестве.
Герой «Жизни» виконт де Ламар, по словам Лану, «очень похож на Гюстава де Мопассана» — отца писателя. В описании впечатлений Жанны, которую во время свадебного путешествия поразили «величественные леса Пьана», заметны отголоски дорожных наблюдений самого автора, незадолго до завершения романа вернувшегося из поездки по Средиземному морю. Эпизод, когда разъярённый граф де Фурвиль сбрасывает с обрыва фургон, в котором находятся его неверная жена с Жюльеном, также «заимствован из семейных преданий»; согласно им, подобная история произошла с отцом Мопассана, однако завершилась она не столь драматично.
Жизненные обстоятельства сопутствовали и написанию заключительной фразы произведения. В конце 1878 года Флобер, стремясь поддержать упавшего духом Мопассана, заметил в одном из писем: «Ничто не бывает в жизни так плохо или так хорошо, как думают». Вложив эти слова в уста бывшей Жанниной служанки Розали, Мопассан несколько изменил их, придал фразе разговорный оттенок: «Жизнь, что вы ни говорите, не так хороша, но и не так плоха, как о ней думают».

## Художественные особенности

### Композиция. Герои романа
Структура романа не предусматривает быстрой сменяемости действий; в целом произведение небогато на события. Основная композиционная черта «Жизни» связана с «господством описательности». Автор ровно и неторопливо знакомит читателей с окружающей обстановкой; этот неспешный ритм, особенно на первых страницах, где почти отсутствуют диалоги, «как бы призван передать монотонность жизни французской провинции». При этом на мир, в котором живут герои, Мопассан нередко «смотрит» глазами Жанны; её взгляд в течение десятилетий будет меняться.

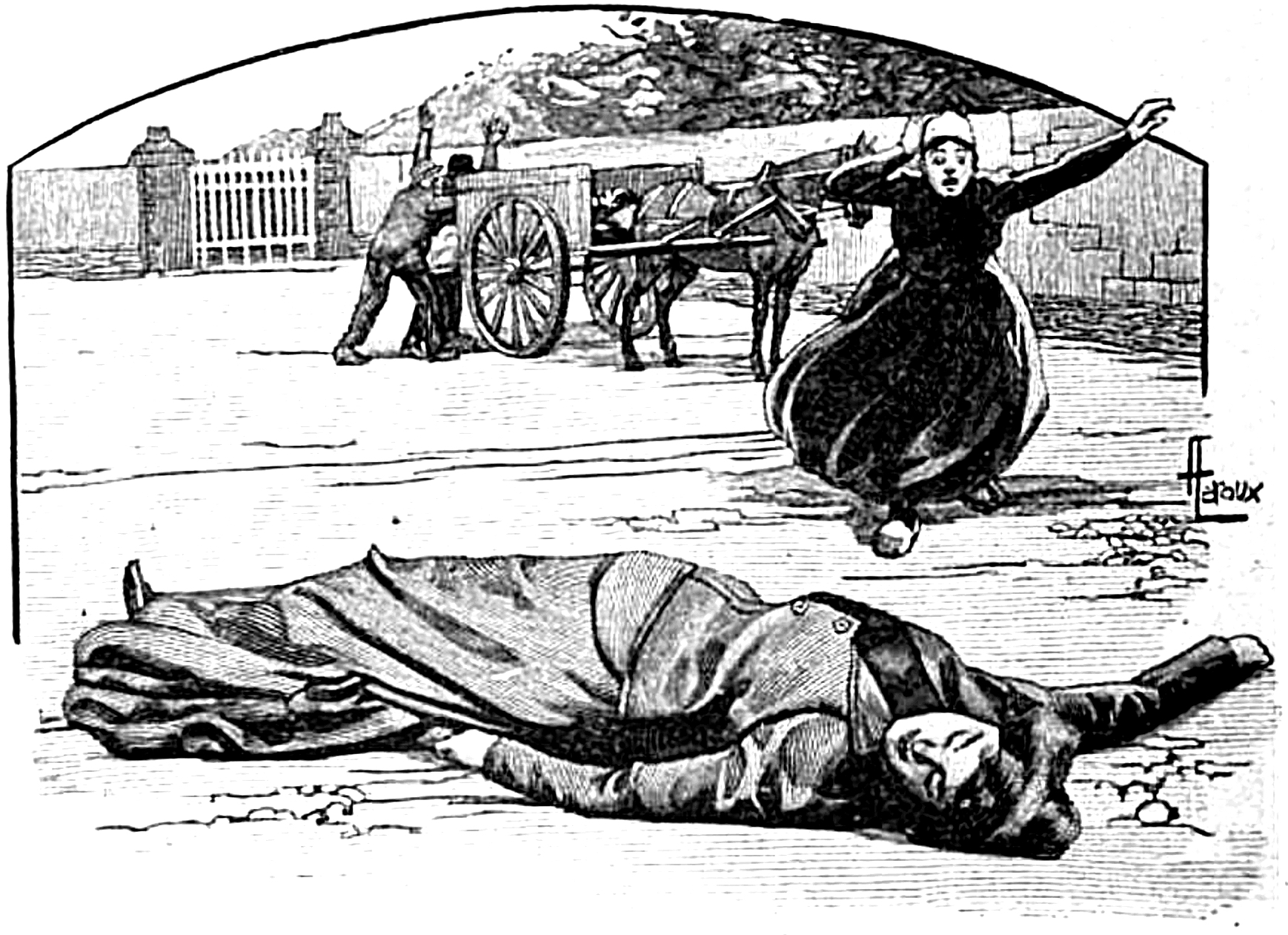
Иллюстрация к первому изданию романа

Жанна, вышедшая из монастыря романтичной, с позитивным жизненным настроем девушкой, ждёт от жизни только праздника. Она мечтает о любви, о добром, заботливом муже. Расставание с иллюзиями происходит вскоре после замужества: существование рядом с мелочным, скупым и невнимательным Жюльеном быстро избавляет героиню от восторженных представлений о браке как о «празднике жизни». Последующая череда бед и разочарований (чтение после смерти матери её интимных писем, болезненная привязанность к равнодушному сыну, долги) меняет Жанну до неузнаваемости: она становится неуклюжей, беспокойной, сварливой:

И всё же в романе нет безысходной печали, нет ощущения мрачной трагедии вообще всего человеческого бытия. Жизнь прекрасна уже потому, что она повторяется. Родившаяся маленькая внучка Жанны, вероятно, увидит вновь синеву такой же сверкающей, как Жанна в дни её юности, и любовь такой же светлой.
По мнению некоторых исследователей, «тема угасания дворянских гнёзд» близка к подобным мотивам в творчестве Тургенева. Барон Ле Пертюи де Во и его жена — люди наивные, к новым жизненным реалиям не приспособленные и «почти архаические». Они не умеют вести хозяйство, не знают, в отличие от зятя, цену деньгам; приняв в дом Жюльена и видя, что де Ламар «зарывается», родители Жанны ничем не могут помочь дочери. По духу им близок друг семьи аббат Пико — человек мягкий, относящийся к людским слабостям с тёплым снисхождением.
На их фоне Жюльен выглядит «хищником», поступки которого являются свидетельством его человеческой непорядочности. Так, муж Жанны с брезгливостью воспринимает появление в доме собственного ребёнка, рождённого служанкой Розали. Пытаясь скрыть свою связь с нею, Жюльен готов избавиться от младенца любыми средствами. Де Ламар способен ударить слугу, обманом забрать личные деньги жены во время свадебного путешествия, начать изменять ей практически после женитьбы. Его «ложь в сочетании с наглостью» настолько оскорбляют гуманного и доброго барона, что тот, узнав об отношении зятя к внебрачному ребёнку, уклоняется от рукопожатия.
Единственным персонажем, способным на «деятельную доброту», является служанка Розали. Она не жалуется на судьбу: умерший муж был «человеком хорошим, работящим»; сын вырос «славным парнем, усердным к работе». Бывшая служанка появляется в доме Жанны без зова, зная, что та нуждается в поддержке. В Розали Мопассан видит «жизненную мудрость народа»; не случайно именно этой героине автор доверяет произнесение ключевой фразы о жизни в финале романа:

«Жизнь, что ни говорите, не так хороша, но и не так плоха, как о ней думают». Это слова о том, что не нужны ни розовые, ни черные очки. О том, что каждый должен обрабатывать свой сад — животворящую ниву жизни. 

### Роль пейзажа

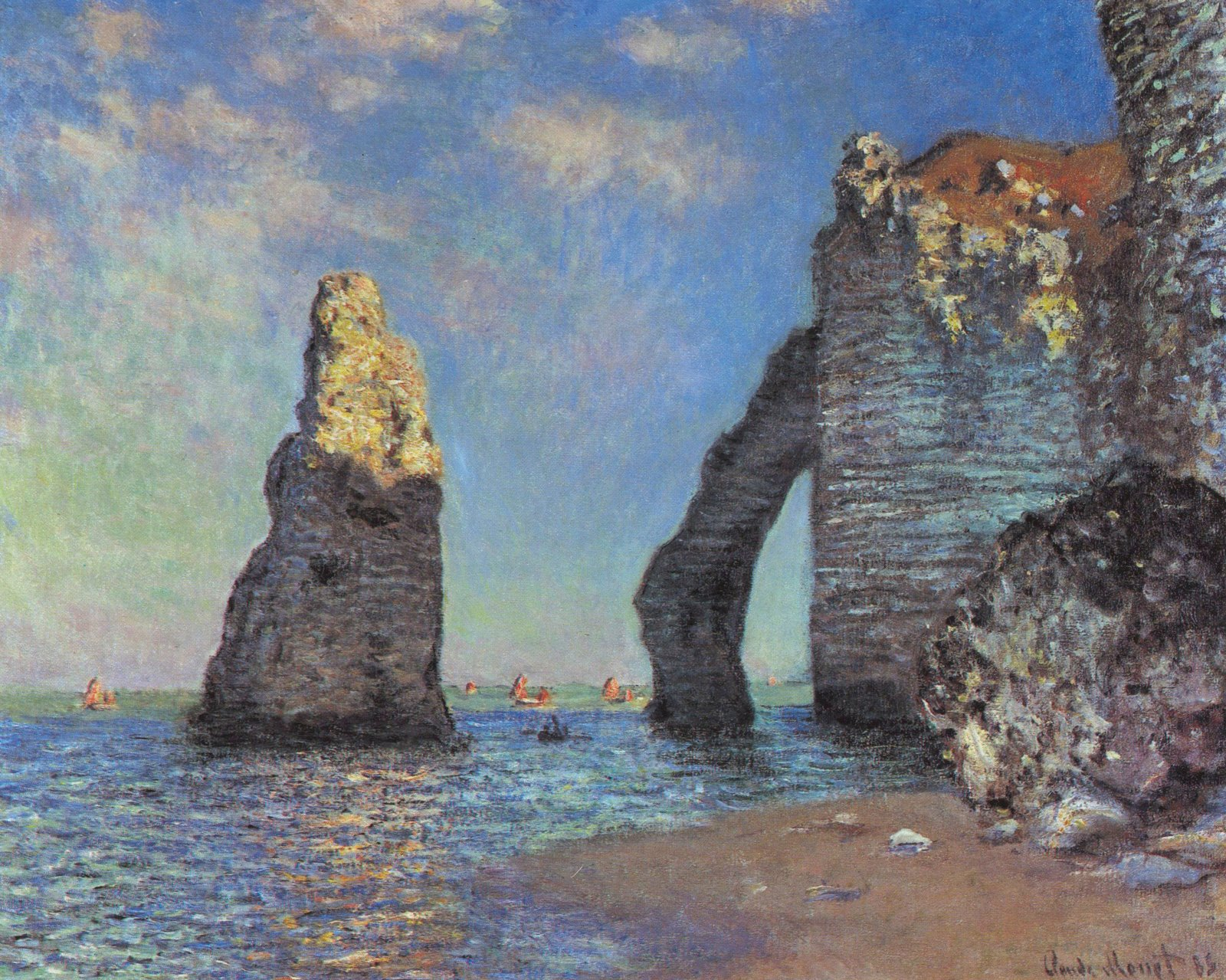
Клод Моне. Скалы Этрета

Природа в «Жизни» — это отражение душевных переживаний героев, прежде всего Жанны. Так, на девушку, только что вернувшуюся из монастыря в родное имение, звуки и краски «роскошной летней ночи» действуют ошеломляюще: «Какое-то сродство было между ней и этой живой поэзией… ей чудились неземные содрогания, трепет неуловимых надежд, что-то близкое к дуновению счастья». Столь же сильные эмоции вызывают в героине скалы Этрета, которые Жанна видит во время поездки с Жюльеном на лодке — их описание, по словам Армана Лану, сродни полотнам Моне:
«Вдруг показались большие скалы Этрета, похожие на две ноги громадной горы, шагающей по морю, настолько высокие, что могли служить аркой для кораблей».
С годами, продолжая наблюдать за природой в Тополях, уставшая от разочарований Жанна начинает сознавать, что пейзажи выявляют контраст между красотой окружающего мира и её собственными невзгодами. Природа у Мопассана служат откликом на то или иное настроение героини, её обиды, горести и душевную усталость. Писатель Анри Труайя отмечал, что «никогда прежде пейзажи Мопассана не приходились так „к месту“, не были так созвучны движению повествования, так необходимы для психологии персонажей».

### Тема утраченных иллюзий
Исследователи, говоря о главной теме романа, нередко используют словосочетание «утраченные иллюзии». Вся история жизни Жанны соткана из расставания с мечтами и надеждами. Выйдя замуж, она быстро начинает понимать, что супружеское счастье — это мираж. Вера в то, что её родители были безупречными супругами, разрушается после чтения писем умершей матери, из которых следует, что в жизни баронессы были, помимо мужа, и другие сердечные привязанности. Надежда на то, что сын Поль станет «великим человеком», также оказывается призрачной. «Лирический трагизм», который несёт в себе героиня, не только имеет «несомненную родственность» самому Мопассану, но и является «историей жизни автора».

Роман «Жизнь» имеет эпиграфом слова «Бесхитростная правда». Мопассан подчёркивает этими словами, что он не стремится к занимательности, необычайности сюжета, но дает историю обычной человеческой жизни. Роман с бесхитростной правдивостью призван ответить на вопрос: «Что такое жизнь? Какова она?».
— Елизарова, 1970

## Переводы на русский язык
Существуют переводы О. Булгакова, Л. Никифорова (1900),  А. Н Чеботаревской, Н. Эфроса  (1911), А. А. Смирнова,  Н. Касаткиной (1948). 